# Пщёлко, Александр Романович
Александр Романович Пщёлко (бел. Аляксандр Раманавіч Пшчолка; 1869—1943) — белорусский и русский прозаик, публицист, этнограф, педагог, адвокат.

## Биография
Родился в семье православного диакона в деревне Черствяды Лепельского уезда Витебской губернии (ныне — Ушачский район).
Закончил в 1885 году Полоцкое духовное училище, в 1890 году — Витебскую духовную семинарию, затем — Юрьевский университет, работал .
Год прослужил в Марковом монастыре в Витебске, затем — три года являлся псаломщиком, работал преподавателем в сельскохозяйственной школе и народным учителем в Ореховской школе, преподавал в лесном техникуме.
С 1907 года после окончания Юрьевского университета служил в окружном суде Вильна, затем — мировой судья в Себеже, адвокат при Полоцком губернском суде, с 1918 года — на педагогической и журналистской работе в Городке Витебской губернии, с 1927 года работал в посёлке Старая Торопа Тверской области.Арестовывался ГПУ по обивинениям в монархизме. Некоторое время жил в Эстонии где выступал с просоветских позиции.
Умер в 1943 году.

## Произведения
Литературной деятельностью занималтся с 1898 года. Преимущественно публиковался в «Витебских губернских ведомостях». Сотрудничал также с изданиями «Сельский вестник», «Минское слово», «Белорусская жизнь».
Издал более 10 книг повестей и очерков, в которых изображал быт белорусского крестьянства и русского провинциального чиновничества.
В этнографических очерках описывал народные обычаи и обряды белорусов Лепельского уезда («Дзяды», «Мікітавы хаўтуры», «Зажынкі і абжынкі», «Беларускія святы», «Талака»).
Под его редакцией в 1910 году в Витебске была издана популярная белорусская анонимная поэма «Тарас на Парнасе».
Творчество А. Р. Пщёлко позитивно оценивали Максим Горецкий и Ефим Карский. Строгий критик Максим Богданович назвал Пщёлко: «не лишённый таланта». Против такой оценки выступал Тишка Гартный (Д. Ф. Жилунович). Пщёлко приписывается статья «Вражда из-за языка» содержащие выпады против политики белорусизации Янки Купалы и Якуба Коласа. Купала ответил на нападки Пщёлко стихотворением «Оков сломанных жандарм».
- Пщёлко, А. Р. Деды : Этнографический очерк из жизни Лепельских белорусов / А. Р. Пщёлко. — Витебск : Губерн. типо-литогр., 1898. — 23 с.
- Пщёлко, А. Р. Очерки и рассказы из жизни белорусской деревни : изд. 2-е, исправ. и допол. / А. Р. Пщёлко. — Вильна : Типография «Русский почин», 1906. — [3], 248 с.
- Пщёлко, А. Р. Микитовы хаутуры: очерк из белорусской жизни : изд. 2-е. / А. Р. Пщёлко. — Витебск : Типолитография П. А. Подземского, 1910. — 53 с.
- Пщёлко, А. Р. Белорусские рассказы / А. Р. Пщёлко. — Витебск : Губернская типолитография, 1901. — 29 с.
- Пщёлко, А. Р. Янкина жалоба : Драматический этюд из жизни Лепельских крестьян / А. Р. Пщёлко. — Витебск : Губерн. типо-литогр., 1900. — 17 с.
- Пщёлко, А. Р. Водка : Ответ крестьянам / А. Р. Пщёлко. — Вильна : Тип. «Русский почин», 1907. — 21 с.
- Пщёлко, А. Р. О потравах / А. Р. Пщёлко. — Вильна : Крестьянин, 1907. — 24 с.